# 4983 Schroeteria

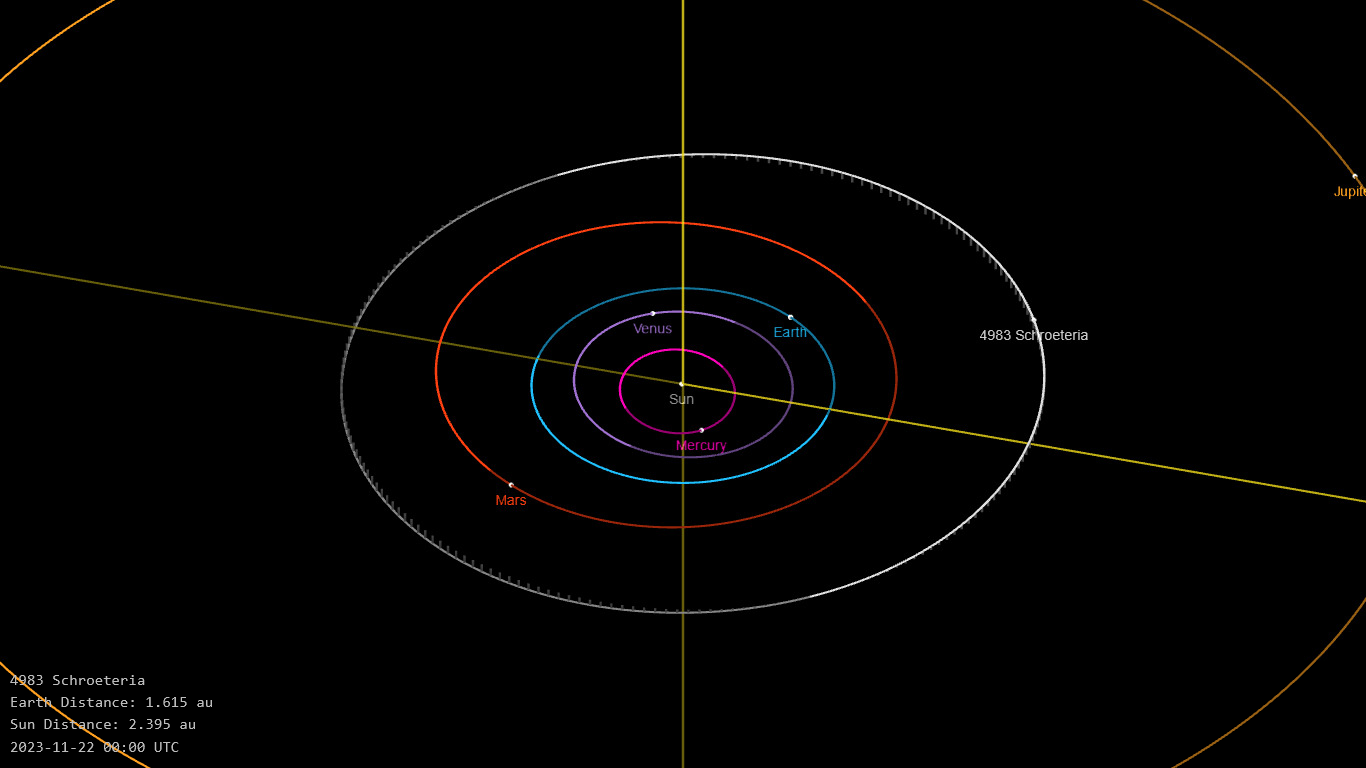

4983 Schroeteria è un asteroide della fascia principale. Scoperto nel 1977, presenta un'orbita caratterizzata da un semiasse maggiore pari a 2,3220534 UA e da un'eccentricità di 0,0282495, inclinata di 1,89655° rispetto all'eclittica.
L'asteroide è dedicato all'astronomo tedesco Johann Hieronymus Schröter.